# Емил Форсберг
Емил Петер Форсберг (швед. Emil Peter Forsberg; 23. октобар 1991) шведски је фудбалер који игра на позицији везног играча. Тренутно наступа за РБ Лајпциг и репрезентацију Шведске.

## Клупска каријера
Форсберг је рођен у Сундсвалу, поникао је у млађим категоријама локалног клуба и придружио се првом тиму 2009. године када је клуб играо у другој шведској лиги. Наступио је на неколико утакмица за Сундсвал у првој сезони. У другој сезони у клубу постаје стандардни првотимац, а одиграо је свих 30 првенствених мечева за сезону 2010. Форсберг је укупно одиграо 97 мечева за Сундсвал и постигао 24 гола.
Дана 10. децембра 2012. године, Форсберг је представљен као нови играч Малмеа. Званично се придружио екипи 1. јануара 2013. године. Потписао је четворогодишњи уговор који траје до краја сезоне 2016. Његова прва сезона у клубу била је веома успешна јер су освојили титулу, а Форсберг је одиграо 28 утакмица и постигао пет голова. Такође је играо све утакмице за клуб током квалификација за Лигу Европе 2013/14. и постигао је два гола. Током те успешне сезоне у Малмеу, Форсберг је одиграо 29 лигашких утакмица, постигао 14 голова и био важна карика у тиму. Учествовао је и на свим утакмицама клуба у Лиги шампиона, када је Малме играо у групној фази. Као признање за добре партије током сезоне добио је награду за најбољег везног играча године.
У јануару 2015. године, Форсберг се придружио немачком РБ Лајпцигу, потписао је уговор на три и по године. У фебруару 2016. године продужио је уговор до 2021. Током сезоне 2015/16. Форсберг је проглашен за најбољег играча у другој Бундеслиги. У 3. колу Бундеслиге 2016. године Форсберг је проглашен за најбољег играча од стране часописа Кикер.
Дана 13. септембра 2017. године, Форсберг је постигао први гол у Лиги шампиона за Лајпциг у првом мечу против Монака.

## Репрезентација
Дебитовао је 17. јануара 2014. за шведску репрезентацију на пријатељској утакмици против Молдавије.
У мају 2018. године, био је уврштен у састав Шведске на Светском првенству у Русији 2018. године. Дана 3. јула 2018. у мечу осмине финала између Шведске и Швајцарске, Форсберг је постигао победнички гол за пласман Шведске у четвртфинале.

## Статистика каријере

### Репрезентативна
Ажурирано 3. јула 2018.
| Тим     | Год.   | Наступи | Голови |
| ------- | ------ | ------- | ------ |
| Шведска | 2014   | 5       | 0      |
| Шведска | 2015   | 8       | 1      |
| Шведска | 2016   | 11      | 2      |
| Шведска | 2017   | 9       | 3      |
| Шведска | 2018   | 9       | 1      |
| Шведска | 2019   | 7       | 1      |
| Шведска | 2020   | 5       | 0      |
| Укупно  | Укупно | 54      | 8      |

### Голови за репрезентацију
Голови Форсберга у дресу са државним грбом
| #  | Датум              | Место           | Противник  | Гол   | Резултат | Такмичење                                 |
| -- | ------------------ | --------------- | ---------- | ----- | -------- | ----------------------------------------- |
| 1. | 14. новембар 2015. | Солна           | Данска     | 1 : 0 | 2 : 1    | Квалификације за Европско првенство 2016. |
| 2. | 5. јун 2016.       | Солна           | Велс       | 1 : 0 | 3 : 0    | Пријатељска утакмица                      |
| 3. | 11. новембар 2016. | Сен Дени        | Француска  | 1 : 0 | 1 : 2    | Квалификације за Светско првенство 2018.  |
| 4. | 25. март 2017.     | Солна           | Белорусија | 1 : 0 | 4 : 0    | Квалификације за Светско првенство 2018.  |
| 5. | 25. март 2017.     | Солна           | Белорусија | 2 : 0 | 4 : 0    | Квалификације за Светско првенство 2018.  |
| 6. | 3. септембар 2017. | Барисав         | Белорусија | 1 : 0 | 4 : 0    | Квалификације за Светско првенство 2018.  |
| 7. | 3. јул 2018.       | Санкт Петербург | Швајцарска | 1 : 0 | 1 : 0    | Светско првенство 2018.                   |
| 8. | 8. септембар 2019. | Солна           | Норвешка   | 1 : 1 | 1 : 1    | Квалификације за Европско првенство 2021. |

## Приватни живот
Емил Форсберг је син бившег играча Сундсвала Лифа Форсберга и унук Ленарта Форсберга који је такође играо за Сундсвал. Дана 17. јула 2016. године, Форсберг се оженио за Сангу Хусаин, која је исто фудбалерка. Пар живи у Лајпцигу. Има и брата по имену Никлас.